# San José de Comayagua
San José de Comayagua es un municipio del departamento de Comayagua en la República de Honduras.

## Toponimia
Para distinguirse del otro municipio de San José del Potrero, se llamó San José de Comayagua en honor a José de Nazaret, santo de la iglesia católica y Comayagua por estar ubicado en el departamento del mismo nombre.

## Límites
| Orientación | Límite                                       |
| ----------- | -------------------------------------------- |
| Norte       | Municipio de San Pedro Zacapa, Santa Bárbara |
| Sur         | Municipio de Jesús de Otoro, Intibucá        |
| Este        | Municipio de Taulabé, Comayagua              |
| Este        | Municipio de Siguatepeque, Comayagua         |
| Oeste       | Municipio de San Pedro Zacapa, Santa Bárbara |

Tiene una extensión territorial de 78.84 km².

## Población
Tiene una población aproximada de 7,000 habitantes para el año 2020.

## Historia
En 1200
En 1401, alcanzó la categoría de municipio.

## División Política
Aldeas: 13 (2013)
Caseríos: 35 (2013)
| Código | Aldea                              |
| ------ | ---------------------------------- |
| 031401 | San José de Comayagua              |
| 031402 | El Calichito                       |
| 031403 | El Chaparral                       |
| 031404 | El Porvenir                        |
| 031405 | El Zarzal                          |
| 031406 | Higuerones                         |
| 031407 | La Laguna Seca                     |
| 031408 | La Pimienta                        |
| 031409 | La Pita                            |
| 031410 | Las Delicias                       |
| 031411 | Los Anises                         |
| 031412 | Los Llanos de San José o Sunzapote |
| 031413 | Puerta del Potrero                 |